# Fricktion
Fricktion är den svenska rapparen Frickys debutalbum som släpptes den 3 juni 2021. Albumet innehåller 10 låtar och är totalt 32 minuter och 55 sekunder långt. Tidigare hade singlarna "Kär Pt. 2", "Tanka tänka" och "Moonshine" släppts innan albumet.
På albumet gästas Fricky av 1.Cuz, Gonza-Ra och Cleo.

## Låtlista
| Nr           | Titel                  | Längd |
| ------------ | ---------------------- | ----- |
| 1.           | Gå ihop                | 3:03  |
| 2.           | Moonshine              | 3:41  |
| 3.           | Hopper (med 1.Cuz)     | 2:40  |
| 4.           | Tanka tänka            | 3:00  |
| 5.           | Bubbla (med Gonza-Ra)  | 2:40  |
| 6.           | Kär Pt. 2              | 3:38  |
| 7.           | Svårt                  | 4:16  |
| 8.           | Ficktion               | 2:29  |
| 9.           | Peace Retreat (Iceman) | 3:03  |
| 10.          | Speciellt (med Cleo)   | 4:20  |
| Total längd: | Total längd:           | 32:55 |